# Some Loud Thunder
Some Loud Thunder è il secondo album registrato dalla indie rock band Clap Your Hands Say Yeah, auto-pubblicato negli Stati Uniti d'America ed uscito nel Regno Unito su Wichita Recordings il 29 gennaio 2007. L'album è stato prodotto da Dave Fridmann, noto per aver prodotto band come Mercury Rev e The Flaming Lips.
L'album ha debuttato al #47 della classifica Billboard, con 19,000 copie vendute.

## Tracce
Tutte le tracce sono state scritte da Alec Ounsworth, tranne dove indicato.
1. "Some Loud Thunder"
2. "Emily Jean Stock"
3. "Mama, Won't You Keep Them Castles in the Air and Burning?"
4. "Love Song No. 7"
5. "Satan Said Dance"
6. "Upon Encountering the Crippled Elephant"
7. "Goodbye to Mother and the Cove" (Ounsworth, Tyler Sargent, Sean Greenhalgh)
8. "Arm and Hammer"
9. "Yankee Go Home"
10. "Underwater (You and Me)"
11. "Five Easy Pieces"
12. "The Sword Song" (bonus track per il Giappone e iTunes)